# 태연학교
태연학교는 울산광역시 북구 대안동에 위치한 지적장애 학생을 위한 사립 특수학교이다.

## 연혁
- 1988년 3월 15일 : 개교